# Tossal del Castilló
El Tossal del Castilló és una muntanya de 1.872 metres que es troba al municipi de Montferrer i Castellbò, a la comarca de l'Alt Urgell.